# بيشك تبة (قنبد قابوس)
بيشك تبة (بالفارسية: بیشک‌تپه) هي قرية تقع في غلستان في إيران. يقدر عدد سكانها بـ 158 نسمة .